# 壮体灯孔鲷
壮体灯孔鲷（学名：Scopeloberyx robustus）为孔头鲷科灯孔鲷属的鱼类，俗名高尾灯孔鲷。分布于新几内亚北部和东大西洋等深800-4740米海区以及南海中沙群岛西南海域等。屬深海魚類，體長可達7.3公分。

## 扩展阅读
維基物種上的相關：壮体灯孔鲷